# The Gisborne Herald
The Gisborne Herald ist eine täglich erscheinende, unabhängige, regionale Tageszeitung in Neuseeland. Ihr Einzugsgebiet liegt im nordöstlichen Teil der Nordinsel und sie hat ihren Sitz in Gisborne. Sie gehört zu den wenigen noch im Familienbesitz befindlichen Zeitungen in Neuseeland.

## Geschichte
Die Zeitung wurde am 5. Januar 1874 unter dem Namen Poverty Bay Herald von den Herren Carlile, Dinwiddie, Grigg und Morrison aus Napier in Konkurrenz zum Poverty Bay Standard (1872–1883) gegründet. Sie erschien zwei Mal die Woche als Morgenausgabe. Am 14. September 1877 wurde das Blatt von der Poverty Bay Printing and Publishing Co. übernommen und als Abendausgaben herausgegeben. Im Juni 1878 wechselte man die Herausgabe auf drei Mal die Woche und ab Oktober 1878 auf täglich. 1879 kam der Herald im Sog des Zusammenbruchs der City of Glasgow Bank in Zahlungsschwierigkeiten und wurde im Dezember 1879 von den Herren Captain T. Chrisp und F. Dufaur übernommen. Doch Dufaur verkaufte seine Anteile 1883 an W. MacIntosh Muir, der sie seinem Bruder Allan Ramsay Muir, der schon seit 1880 als Drucker für die Zeitung arbeitete, übergab. Muir, dessen Vater Gründer der New Zealand Gazette und des Wellington Independent war, übernahm schließlich die Zeitung komplett am 30. Juli 1887. Seitdem ist sie im Besitz der Familie Muir.
Am 7. Mai 1908 wurde The Gisborne Herald Company Limited gegründet, unter der die Zeitung weiterhin herausgegeben wurde. 1938 übernahm die Gisborne Herald Company die 1896 gegründete Gisborne Times und 1939 wurde der Poverty Bay Herald schließlich in The Gisborne Herald umbenannt.

## Die Zeitung heute
Der Gisborne Herald hatte 2014 eine durchschnittliche tägliche Auflage von 6.412 Exemplaren und erscheint weiterhin als Abendausgabe, täglich montags bis samstags.
Die Zeitung befindet sich über die Muir Family Holdings Limited mehrheitlich im Besitz der Familie Muir (51 %). Der Rest wird von der Essex Castle Limited aus Dunedin gehalten.